# Hooiwagens
Hooiwagens (Opiliones) vormen een orde van geleedpotige dieren. Deze spinachtigen zijn meer verwant aan rolspinnen of schorpioenen dan aan echte spinnen. Er zijn meer dan zesduizend soorten, waarvan er ongeveer 25 in noordwestelijk Europa voorkomen. Bekende soorten zijn onder meer de gewone hooiwagen (Phalangium opilio), bonte hooiwagen (Paroligolophus agrestis) en de muurhooiwagen (Opilio parietinus).
Hooiwagens onderscheiden zich van andere spinachtigen door hun ovale lijfje dat in feite een vergroeiing is van de cephalothorax (kopborststuk) en het abdomen (achterlijf). Veel soorten hebben lange, dunne pootjes waarmee ze hun omgeving aftasten. Aan de cephalothorax bevinden zich ook de kaken en twee langwerpige palpen. Alle soorten leven uitsluitend op het land, zowel op de bodem als in struiken, bomen en de kruidlaag.

## Verschil met spinnen
Hooiwagens hebben net als spinnen acht poten, die bij veel hooiwagens zeer lang zijn. Ze onderscheiden zich van de spinnen doordat beide delen van het lijf zozeer met elkaar vergroeid zijn dat ze één geheel lijken te vormen. Het lijf is dus niet ingesnoerd zoals bij spinnen, waarbij duidelijk een kopborststuk en een opisthosoma te onderscheiden zijn. Bovendien zijn hooiwagens niet in staat om spindraden te maken en hebben ze doorgaans maar één paar ogen. Ook hebben hooiwagens geen gifklieren.
Hooiwagens hebben geurklieren waarmee een helder vocht afgescheiden kan worden dat vermoedelijk dient als communicatiemiddel tussen soortgenoten. Wanneer ze zich bedreigd voelen, scheiden ze een melkachtig vocht af met een onaangename smaak en geur.
Hooiwagens worden vaak verward met trilspinnen, spinnen die veel op een hooiwagen lijken en veel in huizen voorkomen.

## Autotomie
Indien een hooiwagen wordt aangevallen, kan deze een of meer poten laten vallen om zo te ontkomen. Ook andere spinachtigen hebben dit vermogen tot autotomie, maar hooiwagens laten de poten bij het minste of geringste vallen. Door een soort pacemaker in het bovenste beensegment blijft zo'n losse poot nog enige tijd bewegen, een paar seconden tot een uur. Er wordt wel gesteld dat dit een aanvaller kan afleiden, zodat de hooiwagen meer kans heeft weg te vluchten. 

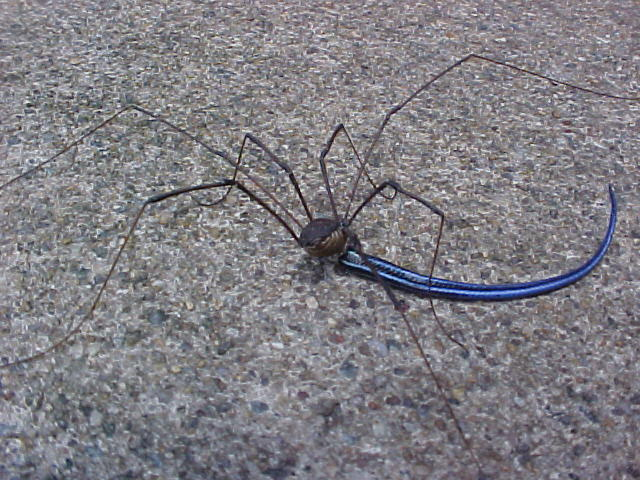
Een hooiwagen eet een staart van een skink.

De meeste hooiwagens zijn omnivoor in de ruimst mogelijke zin; ze eten zowel dode plantendelen als aas, en ook levende planten en levende prooien worden gegeten. Het belangrijkste voedsel bestaat uit insecten en andere kleine dieren, waarbij ook kannibalisme voorkomt. Er zijn echter ook strikt rovende soorten.

## Voortplanting
De paring vindt na een niet of nauwelijks ontwikkelde balts plaats door directe sperma-overdracht, in tegenstelling tot spinnen die het sperma overdragen in speciale pakketjes, spermatoforen genaamd. De eieren worden met een legboor in de aarde gelegd.

## Reuzenhooiwagens
Sinds zomer 2008 wordt er in Noordwest- en Centraal-Europa melding gemaakt van een sterke toename van zogenaamde reuzenhooiwagens, een nog niet geïdentificeerde soort uit het geslacht Leiobunum. De eerste meldingen van deze soort kwamen uit 2004, in de buurt van het Nederlandse Nijmegen. 
Met poten tot negen centimeter lang is hij ongeveer een derde groter dan de inheemse hooiwagen en verder onderscheidt hij zich door een lichte metaalgroene glans. Ook heeft hij een sterkere sociale samenhang: overdag kruipen tientallen tot honderden hooiwagens samen om zich te beschermen tegen vijanden. 's Nachts gaan ze allemaal weer individueel op jacht.
Waarschijnlijk zijn de reuzenhooiwagens via internationale handel in Nederland terechtgekomen en hebben ze zich daarvandaan verspreid naar Duitsland, Oostenrijk en Zwitserland. Voor de mens is ook deze hooiwagensoort ongevaarlijk, maar andere dieren (zoals inheemse hooiwagens) zouden potentieel verdrongen kunnen worden en zelfs potentieel uitsterven.